# Georgi Samokisjev
Georgi Samokisjev (Bulgaars: Георги Самокишев) (Gotse Deltsjev, 25 februari 1987) is een Bulgaarse voetballer die bij voorkeur als verdedigers speelt. Hij verruilde in 2013 PFC Pirin Gotse Delchev voor Pirin Blagoëvgrad. 
Samokishev speelde twee wedstrijden voor de U-21 van Bulgarije.

## Carrière
- 1999-2004: Pirin Blagoëvgrad (jeugd)
- 2004-2005: Pirin Blagoëvgrad
- 2005-2007: Lokomotiv Plovdiv
- 2007-2009: Slavia Sofia
- 2009-2010: Pirin Blagoëvgrad
- 2010-2012: PFC Pirin Gotse Delchev
- 2013-... : Pirin Blagoëvgrad